# Església Nossa Senhora da Conceição (São Tomé)
L'Església Nossa Senhora da Conceição (portuguès Igreja nossa senhora da conceição) és el nom que es dona a una església parroquial que és afiliada a l'Església Catòlica i està situada al districte d'Água Grande, concretament a l'avinguda Conceição, al costat de l'"Hotel Residêncial Baía", a la ciutat de São Tomé a l'illa del mateix nom, capital del país africà de São Tomé i Príncipe.
Alternativament se la coneix com la Igreja vermelha (Església Vermella) a causa del color en aquesta pintura del temple. Té un campanar únic i la part superior de l'entrada principal és una estàtua de la Mare de Déu.
El 2011, durant la gira de la imatge del pelegrí de la Mare de Déu de Fàtima que van portar de Portugal, s'hi van celebrar activitats com misses, novenes i processons que van arribar de la catedral de São Tomé (Sé Catedral de Nossa Senhora da Graça).